# سید حسن امین
سید حسن امین (زادهٔ ۷ آذر ۱۳۲۷ در سبزوار) حقوقدان، فیلسوف، تاریخ‌دان، نویسنده، مترجم، شاعر و ادیب ایرانی است. وی استاد بازنشسته دانشگاه کلدونین گلاسگو در رشته حقوق بین‌الملل و مدیرمسئول «ماهنامه حافظ» است. داریوش فرهود در کتاب «ایرانیان جهانی» (جلد ششم کتاب ایران فرهنگی) سید حسن امین را یکی از ایرانیان جهانی‌نام معرفی کرده و حسین باهر او را در کتاب «از قم تا رم و بالعکس» یکی از چهره‌های برتر ایران معاصر برشمرده است.

## زندگی
وی در ۷ آذرِ ۱۳۲۷ در محلهٔ پامنار در شهر سبزوار به دنیا آمد. اولین کتاب خود را در سال ۱۳۴۳ با عنوان «ترانه فرشتگان» به چاپ رساند. دیپلم ادبی خود را در سال ۱۳۴۵ خورشیدی از دبیرستان دکتر غنی سبزوار با احراز رتبه اول کسب کرد و سپس در مهر ۱۳۴۵ در دانشکده حقوق و علوم سیاسی دانشگاه تهران در رشتهٔ حقوق قضایی به تحصیل پرداخت. امین در سال ۱۳۴۹ مقطع کارشناسی را به پایان رساند و در همین سال به انجام خدمت نظام وظیفه رفت. پس از اتمام دوره سربازی در سال ۱۳۵۱ در مقطع کارشناسی ارشد حقوق خصوصی در دانشگاه تهران پذیرفته و در سال ۱۳۵۳ نیز فارغ‌التحصیل شد. وی در خارج از دانشگاه به خواندن فلسفه نزد استادان حوزهٔ فلسفی تهران پرداخت.
امین در این مقطع کار قضاوت را نیز انجام می‌داد و در ابتدا نیز کارآموزی خود را در وزارت دادگستری زیر نظر استادانی مانند: مسعود هدایت گذراند. عنوان پایان‌نامه کارشناسی ارشد وی «تعاقب ایادی غاصبه در فقه و حقوق مدنی» بود و استاد مشاور وی سیدحسین صفایی و استادان راهنمای او نیز ابوالحسن محمدی و ابوالقاسم گرجی بودند.
از مهم‌ترین استادان فلسفه او می‌توان به حسن‌زاده آملی، مهدی حائری یزدی و سید رضی شیرازی و از استادان حقوق به سید حسن امامی، احمد متین دفتری و محمود شهابی اشاره کرد.

## پیشینه خاندان
پدر او سید علینقی امین، نویسنده و مدرس منقول و معقول در مدرسه عالی سپهسالار تهران، پدربزرگش امین‌الشریعه سبزواری از عالمان مشروطه‌خواه عصر قاجار، و همچنین مادرش فاطمه عربشاهی شاعر و اسلام‌شناس است و دیوان شعر دارد.

### زندگی در بریتانیا
سیدحسن امین در سال ۱۳۵۴ خورشیدی (۱۹۷۵ میلادی) برای ادامه تحصیل به کشور انگلستان رفته و با توجه به علاقهٔ خود در رشتهٔ حقوق بین‌الملل در دانشکدهٔ حقوق دانشگاه گلاسکو به تحصیل می‌پردازد. عنوان رسالهٔ دکتری او «رژیم حقوقی فلات قاره در حقوق بین‌الملل عمومی با تکیهٔ مخصوص بر خلیج فارس» بود. سیدحسن امین در سال ۱۹۷۹ میلادی درجه استادیاری (Lecturer) را کسب کرد. سپس در آزمون استخدامی دانشیاری (Senior Lecturer) شرکت کرد و پذیرفته شد. او در سال ۱۹۸۵ به مرحله استادی بدون کرسی (Reader) ارتقاء یافت و سرانجام در اول آوریل سال ۱۹۹۲ (اردیبهشت ۱۳۷۱) صاحب کرسی استاد تمام در دانشگاه گلاسگو کالیدونیان شد و در آنجا دانشجویان فراوانی را در مقطع کارشناسی ارشد و دکتری حقوق تربیت کرد که مشهورترین آن‌ها حسن روحانی، رئیس‌جمهور ایران است. او در سال ۱۹۹۷ بازنشسته شد، اما همچنان در دوره‌های دکتری به عنوان داور و مشاور پایان‌نامه‌های دکتری با دانشگاه همکاری دارد. وی در حال حاضر اجازه وکالت در دیوان دادگستری اتحادیه اروپا و دادگاه حقوق بشر اروپایی را کسب کرده است.

### بازگشت به ایران
سیدحسن امین پس از بازگشت به ایران مؤسسهٔ خصوصی دائرةالمعارف ایران‌شناسی را ایجاد کرد و به کمک دیگر اندیشمندان موفق شد مجلهٔ پژوهشی، ادبی، تاریخی، حقوقی، سیاسی به نام ماهنامهٔ حافظ را به چاپ برساند. وی در حال حاضر در تهران به عنوان وکیل پایه‌یک دادگستری و سردبیر مجلهٔ حافظ فعالیت می‌کند که پس از توقیف به عنوان نافرمانی مدنی به صورت گاهنامه منتشر می‌شود.

## فعالیت‌های فرهنگی
سیدحسن امین عضو هیئت مؤسس و رئیس هیئت مدیره انجمن هم اندیشان ایران فرهنگی است. وی در زمینه‌های اجتماعی از کنشگران مدنی و فعالان عرصه حقوق شهروندی، حقوق زنان، حقوق اقلیت‌های مذهبی و آزادی بیان و احزاب است.
سید حسن امین در گفت و گویی با خبرگزاری شعر ایران-تارنا بیان داشت که وی در حال حاضر ریاست بنیان انجمن ادبی ایران ار بر عهده دارد.

## فعالیت‌های سیاسی
او در زمینه‌های سیاسی نیز فعال بود. مدتی در حزب ایران نیز عضویت داشته و در ۲۶ فروردین سال ۱۳۹۸ به دلیل تخلفات خود از حزب ایران اخراج گردید.
امین، از اعضای ساطمان حقوق دانان جبهه ملی ایران و مدتی هم عضو هیئت اجرایی جبهه ملی ایران بود.در پی اخراج از حزب ایران در سی و یکم اردیبهشت ماه ۱۳۹۸ شورای مرکزی جبهه ملی ایران، عضویت سید حسن امین را در جبهه ملی به اتفاق آراء لغو، و حکم اخراج وی را صادر کرد. این بیانیه که توسط روابط عمومی جبهه ملی ایران نشر یافت دلیل لغو عضویت وی را تخلفات تشکیلاتی و عدم رعایت آئین‌نامه انضباطی اعلام کرد. لکن وی پس از این مسئله به جبهه ملی- سامان ششم پیوست و پس از چندی به عضویت شورای مرکزی سپس به عضویت هیئت اجرایی جبهه ملی ششم و سرانجام به ریاست هیئت اجرایی جبهه ملی- سامان ششم درآمد. در ۲۶ آبان ۱۴۰۰ جبهه ملی- سامان ششم طی بیانیه ای عضویت امین را در مجموعه خود لغو شده اعلام کرد.
سید حسن امین در اردیبهشت ۱۳۹۸ اقدام به تأسیس گروهی موسوم به زنجیره هم‌اندیشان ملی ایران (هما) کرده است.

## تقدیر و آیین بزرگداشت
از امین در چند نوبت تقدیر شده و برای آیین بزرگداشت برگزار گردیده است. در مهرماه ۱۳۸۷، آیینِ بزرگداشتِ حافظ و سید حسن امین در فرهنگسرای دانشجو در تهران برگزار شد. در این مراسم او به تبیین جایگاه حافظ در ادب فارسی و جامعهٔ ایرانی پرداخت. در بهمن‌ماه ۱۳۹۹ نیز همایشِ بزرگداشت و تجلیل از سید حسن امین در کرج با حضور گروهی از شخصیت‌های ادبی و فرهنگی برگزار شد. سخنرانان در این مراسم به بیان زندگی و آثار امین و ویژگی‌های شخصیتی وی پرداختند.
به گزارش خبرگزاری کتاب ایران (ایبنا) هفتاد و نهمین نشست انجمن گلستان ادب در ۲۵ آبان ۱۳۸۷ در فرهنگسرای حافظیه نیز به گرامیداشت امین و معرفی آثار ادبی، فلسفی و حقوقی وی اختصاص یافت.
کانون وکلای دادگستری زنجان در ۲۶ آبان ۱۴۰۱ مجلس بزرگداشتی برای امین در زنجان به عنوان یک حقوقدان بزرگ برگزار کرد. در این مجلس که همزمان با مراسم تحلیف وکلا برگزار شد، دکتر علی پزشکی رئیس کانون وکلای استان زنجان، امین را شایسته لقب علامه خواند. انجمن علمی حقوق دانشگاه حکیم سبزواری نیز در ۸ آذر ۱۴۰۱ پس از سخنرانی استاد راجع به مطالعه تطبیقی «استقلال قضات و وکلا در سیستم‌های قضایی انگلیس و ایران» با حضور و مشارکت اعضای هیئت علمی و دانشجویان حقوق آن دانشگاه، ضمن ستودن جایگاه والای امین در رشته حقوق در سطح بین‌المللی، مراسم بزرگداشت او و جشن ۷۴ امین سال تولد او را در سالن دانشکده نفت دانشگاه حکیم سبزواری برگزار نمود.
همچنین به گزارش خبرگزاری ایکنا، «همزمان با هفتاد و پنجمین سالروز تولد پروفسور حسن امین، فیلسوف، حقوقدان و ایرانشناس، از سوی نهادهای علمی و فرهنگی از این چهره پرتلاش فرهنگی در خانه اندیشمندان علوم انسانی تقدیر به عمل آمد.

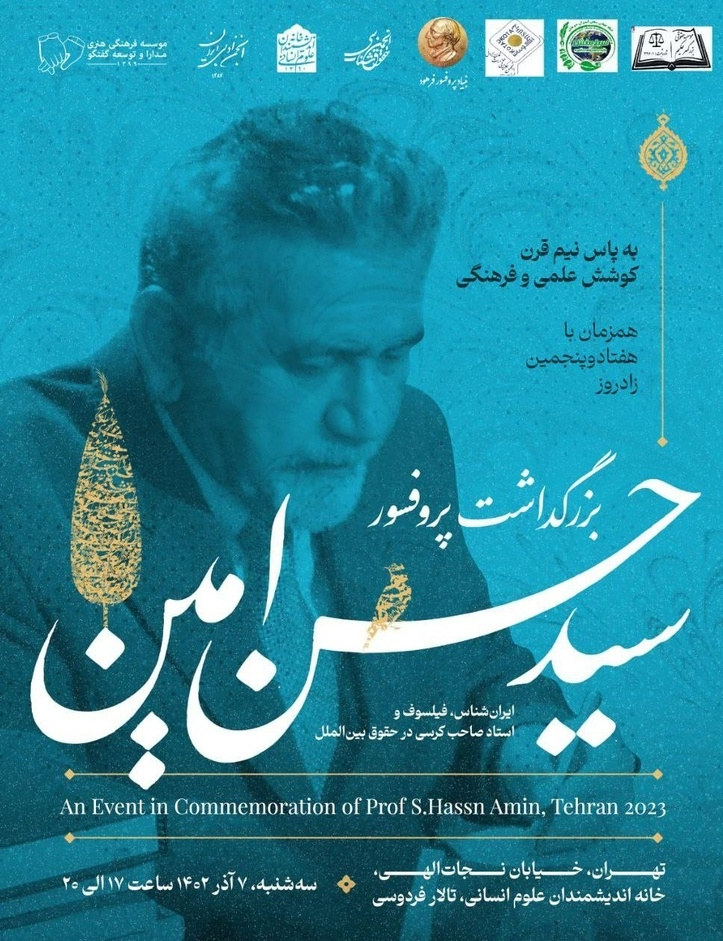
[https://sedayecheragheroshan.ir/بزرگداشت-نیم-قرن-میراث-علمی-و-فرهنگی-پر/ بزرگداشت پروفسور حسن امین به پاس نیم قرن کوشش علمی

## آثار

### تألیفات
امین به غیر از تالیفات، ترجمه‌ها و شعرهایش، بر کتاب‌های دیگران نیز مقدمه می‌نویسد.
- مسائل سیاسی و استراتژیک در خلیج فارسی - عربی (Political and Strategic Issues in the Persian-Arabian Gulf)[۳۶]
- ترانه فرشتگان: مجموعه شعر ، سبزوار: ناشر مؤلف، ۱۳۴۳
- بازتاب اسطوره بودا در ایران و اسلام: مطالعه تطبیقی ادیان ، تهران: میرکسری، ۱۳۷۷
- افکار و احوال ملاهادی سبزواری: تاریخ فلسفه اسلام از اسلام تا عصر ملا هادی سبزواری ، لندن: پاکا، ۱۳۶۷
- فردوسی و شاهنامه: شناسائی حکیم ابوالقاسم فردوسی و شاهنامه ، تهران: دائرةالمعارف ایرانشناسی، ۱۳۸۹
- حقوق بشر و کثرت گرایی دینی: تاریخ تعامل ادیان در ایران و جهان ، تهران: ترفند، ۱۳۷۹
- حقوق بیمه دریایی: عقد بیمه در حقوق ایران و انگلیس ، لندن: پاکا، ۱۳۶۶
- ادبیات معاصر ایران: تحولات نظم و نثر فارسی از مشروطه تا امروز ، تهران: دائرةالمعارف ایرانشناسی، ۱۳۸۴
- دائرةالمعارف خواب و رؤیا: خواب و رؤیا در ادبیات، ادیان، اساطیر، انسان‌شناسی، تاریخ، پزشکی، حقوق، روان‌شناسی، عرفان و فلسفه ، تهران: دائرةالمعارف ایرانشناسی، ۱۳۸۴
- تاریخ حقوق ایران: بررسی نظام حقوقی ایران بزرگ از دوران اساطیری تا انقلاب ۱۳۵۷ ، تهران: دائرةالمعارف ایرانشناسی، ۱۳۸۶
- دانش‌نامه شعر: تعریف، آغاز و انجام، تاریخ و جغرافیا، منافع و مضار جامع‌شناسی و روان‌شناسی شعر ، تهران: دائرةالمعارف ایرانشناسی، ۱۳۸۷
- ایران نامه: تاریخ منظوم ایران ، تهران؛ دائرةالمعارف ایرانشناسی، ۱۳۸۸
- ارجوزه‌های طب سنتی ایران: منظومه‌های عربی و فارسی در طب سنتی ، تهران؛ دائرةالمعارف ایرانشناسی، ۱۳۸۸
- حقوق در جهان اسلام: برشی از دائرةالمعارف جهان نوین اسلام آکسفورد ، تهران؛ چاپخش، ۱۳۹۷
- بحرین پاره‌ای از ایران: تاریخ بحرین از گذشته حال با تأکید بر چگونگی انتزاع در دوره محمدرضاشاه ، تهران؛ تدبیر روشن، ۱۳۹۲
- دیوان اسرار اشعار فارسی، ملاهادی سبزواری: شعر و عرفان ، تهران؛ بعثت، ۱۳۹۲
- دیوان قصاید امین: ۶۵ قصیده حماسی و میهنی ، تهران؛ دائرةالمعارف ایرانشناسی، ۱۳۹۱
- منظومه طنز فلسفی فضولی نامه امین: شکوه و شکایت از بی عدالتی در جهان در قالب تفکرات فلسفی، تهران؛ دائرةالمعارف
- شاهنامه امین: دانشنامه منظوم ایران ، تهران؛ دائرةالمعارف ایرانشناسی، ۱۳۹۷
- دو بیتی‌های پیوسته: قالب جدیدی در شعر فارسی و در حقیقت پلی کهن و شعر نو ، ماهوی خورشید، ۱۳۹۷
- ۱۹۸۵ میلادی - Middle East Legal Systems ا[۳۷]
- ۱۹۸۵ میلادی - Islamic law in the contemporary world ا[۳۸]

### مقالات
امین بیش از دویست مقاله علمی و پژوهشی در دائرةالمعارف‌ها و مجلات علمی و پژوهشی ایران و کشورهای خارج به زبان‌های فارسی و انگلیسی منتشر کرده است که بعضی از مهم‌ترین آنها عبارتند از:
- حقوق، دائرةالمعارف بزرگ اسلامی
- ملاهادی سبزواری، دائرةالمعارف تشیع
- پادری، دانشنامه جهان اسلام
- حقوق بشر؛ جهان شمولی یا نسبیت دینی- فرهنگی؟

### ترجمه‌ها
از انگلیسی به فارسی
- تأملات نابهنگام نیچه: فلسفه غرب، تهران؛ جامی، ۱۳۹۲

از فارسی به انگلیسی
- خاطرات و تألمات، اثر دکتر محمد مصدق
- زین العارفین در فقه و سیاست در عصر صفوی [نیازمند منبع]

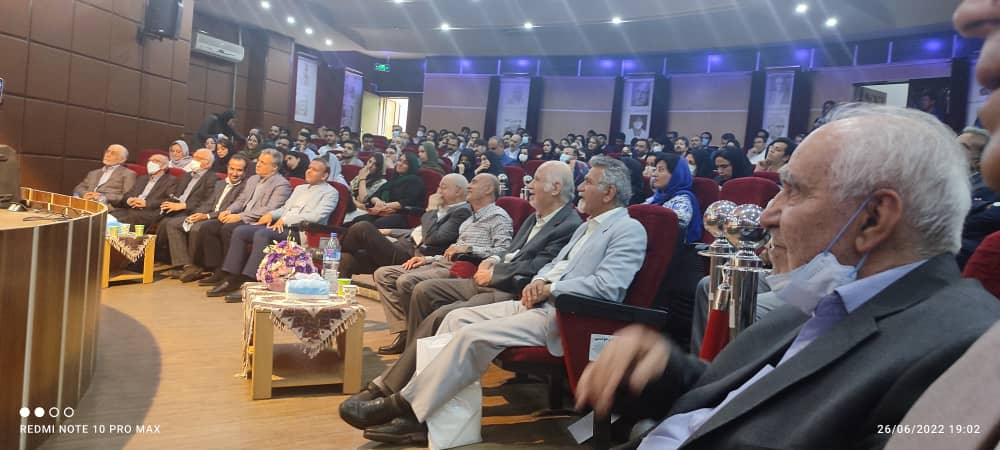

- گزیده شاهنامه فردوسی
- بوطیقای شعر ابن‌سینا [نیازمند منبع]